# Sör-Gällartjärnen
Sör-Gällartjärnen är en sjö i Örnsköldsviks kommun i Ångermanland och ingår i Gideälvens huvudavrinningsområde.